# (1821) Aconcagua
(1821) Aconcagua ist ein Asteroid des Hauptgürtels, der am 24. Juni 1950 von dem argentinischen Astronomen Miguel Itzigsohn in La Plata entdeckt wurde.
Benannt ist der Asteroid nach dem Berg Cerro Aconcagua in den Anden.